# Hôpital magnétique
Un hôpital magnétique  (nom original en anglais : Magnet. Hospital) est, selon l'American Nurses Credentialing Center (en), un concept d' hôpital qui satisfait à un ensemble de critères « appréciant les pratiques organisationnelles et managériales identifiées pour rendre optimales l’exercice professionnel des soignants ».

## Historique

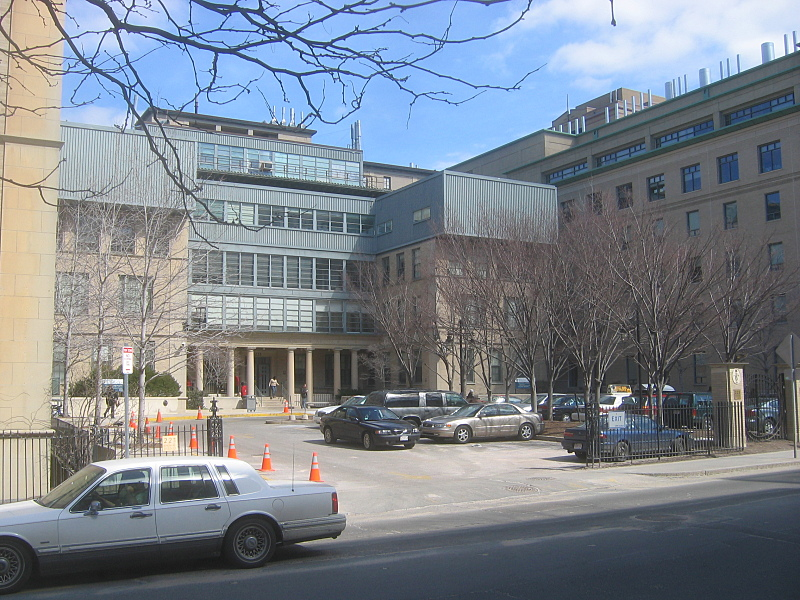
Brigham and Women's Hospital de Boston

Le concept d’hôpital magnétique (« Magnet Hospital ») a émergé dans les années 1980. L’American Nurses Association (en) (ANA) a créé un label lié à cette appellation. En 1993, le premier hôpital labellisé « Magnet ». En 2018, près de 500 hôpitaux sont labellisés sous ce terme, aux États-Unis (soit environ 8 % des hôpitaux américains) et dans 22 autres pays. Les cliniques de Cleveland et l’hôpital Brigham and Women de Boston sont des établissements américains reconnus comme des « Magnet Hospitals ». Selon Odessa Dariel, professeure en sciences infirmières à l’École des Hautes Études en Santé publique (EHESP), interrogée sur un site universitaire en 2021, ce concept de label « Magnet Hospital » basé sur une accréditation commerciale ne peut pas être transposé dans sa globalité en France, mais elle reconnait qu'il faut « en tirer les points forts pour les adapter au concept français ».
Selon le site infirmiers.com appartenant au Groupe Profession Santé, malgré certaines expérimentations en France, notamment à l'hôpital de Valenciennes (dont le modèle de gouvernance mise sur « l'autonomie managériale des équipes médicales et soignantes »), l'idée même de délégation de santé tel qu'il a été introduit par le concept de « Magnet Hospital » reste inédit en France pour les établissements publics en 2022.
La clinique Pasteur, établissement privé situé à Toulouse, a cependant mis en application le projet ARIQ (Attraction, Rétention, Implication des infirmières et Qualité des soins), s’inspirant du concept des hôpitaux magnétiques avec une mise en place des plans d’actions à compter d’octobre 2010.

## Présentation
Selon l'infirmière américaine Margaret McClure (1983), l'hôpital magnétique a la « capacité d’attirer et de retenir les personnels soignants ». Pour Vicki A. Lundmark (2008), « son contexte organisationnel rend possible la meilleure performance de chaque professionnel de santé » et enfin pour le québécois Yvon Brunelle, il s'agit tout simplement d'un « hôpital où il fait bon travailler » et où « il fait bon se faire soigner ».
L'expression anglaise « Magnet Hospital », traduit par le terme « hôpital magnétique » en France, exprime la propriété de la matière aimantée et donc par extension la communication d’un fluide « magnétique » à un objet qui est dans le cas présent un  établissement hospitalier. L’expression d’hôpital « aimant » est également utilisée au Québec, signifiant au sens propre la capacité de rétention et d’attractivité et au sens figuré la capacité de fournir du bien-être aux patients et aux personnels de l'établissement désigné sous ce terme.
Selon le chercheur Yvon Brunelle, pour devenir un « hôpital magnétique », un établissement hospistalier doit tendre vers huit conditions essentielles:
1. L’autonomie professionnelle du personnel infirmier;
2. La qualité due support fourni par les appareils administratifs dans les diverses conditions de travail;
3. La Une bonne collaboration entre le personnel médical et le personnel infirmier;
4. La valorisation professionnelle et le leadership infirmier;
5. Des relations positives avec tous les intervenants dans le domaine hospitalier;
6. Un ratio de personnel adéquat;
7. La proximité (attention ou « focus ») avec les clients;
8. La recherche d’une meilleure qualité des soins et services.

Toujours, selon ce chercheur, plusieurs de ces huit variables ne présenterait aucun coût supplémentaire (sinon des coûts de transition) et elles peuvent même induire des économies.